# Tyne and Wear Metro

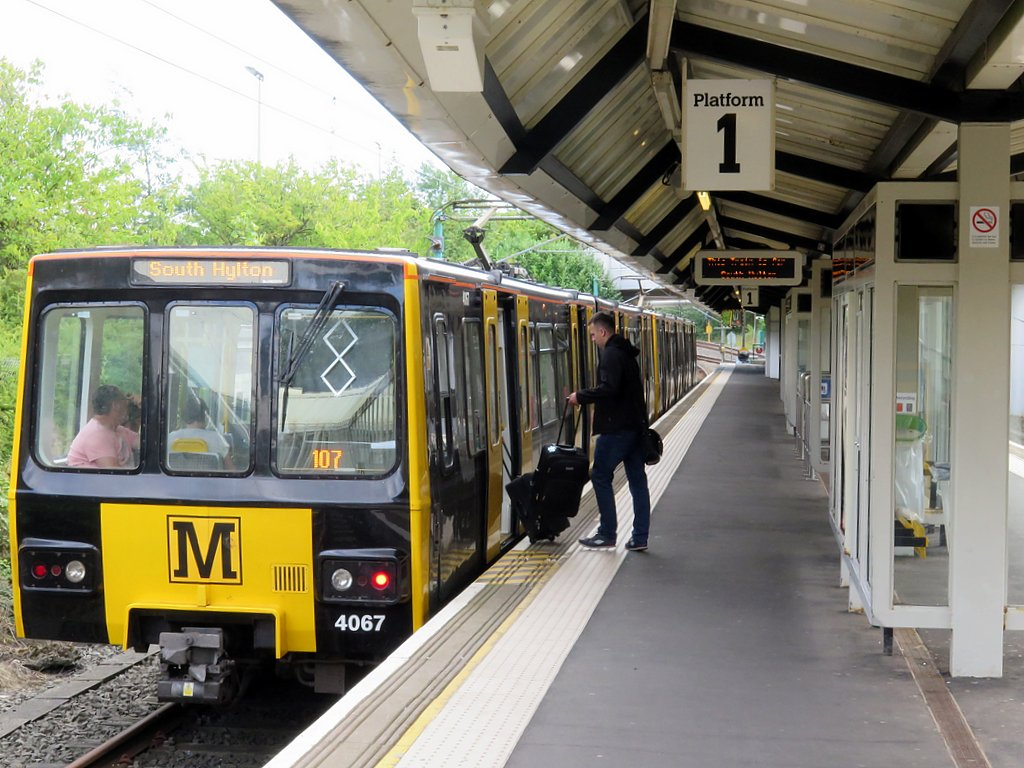
Het originele materieel in 2018

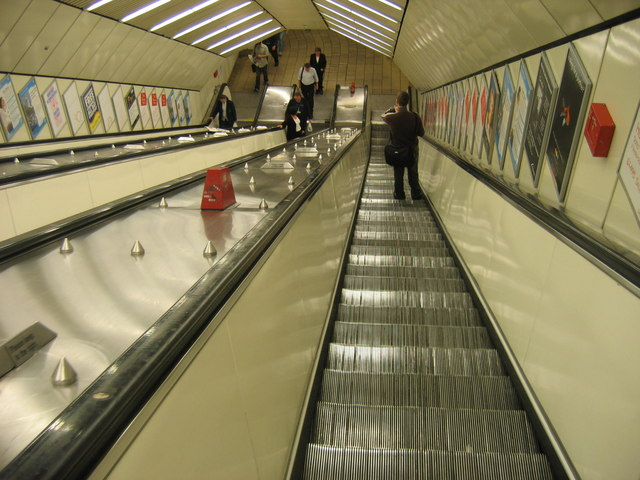
Roltrappen van station Monument

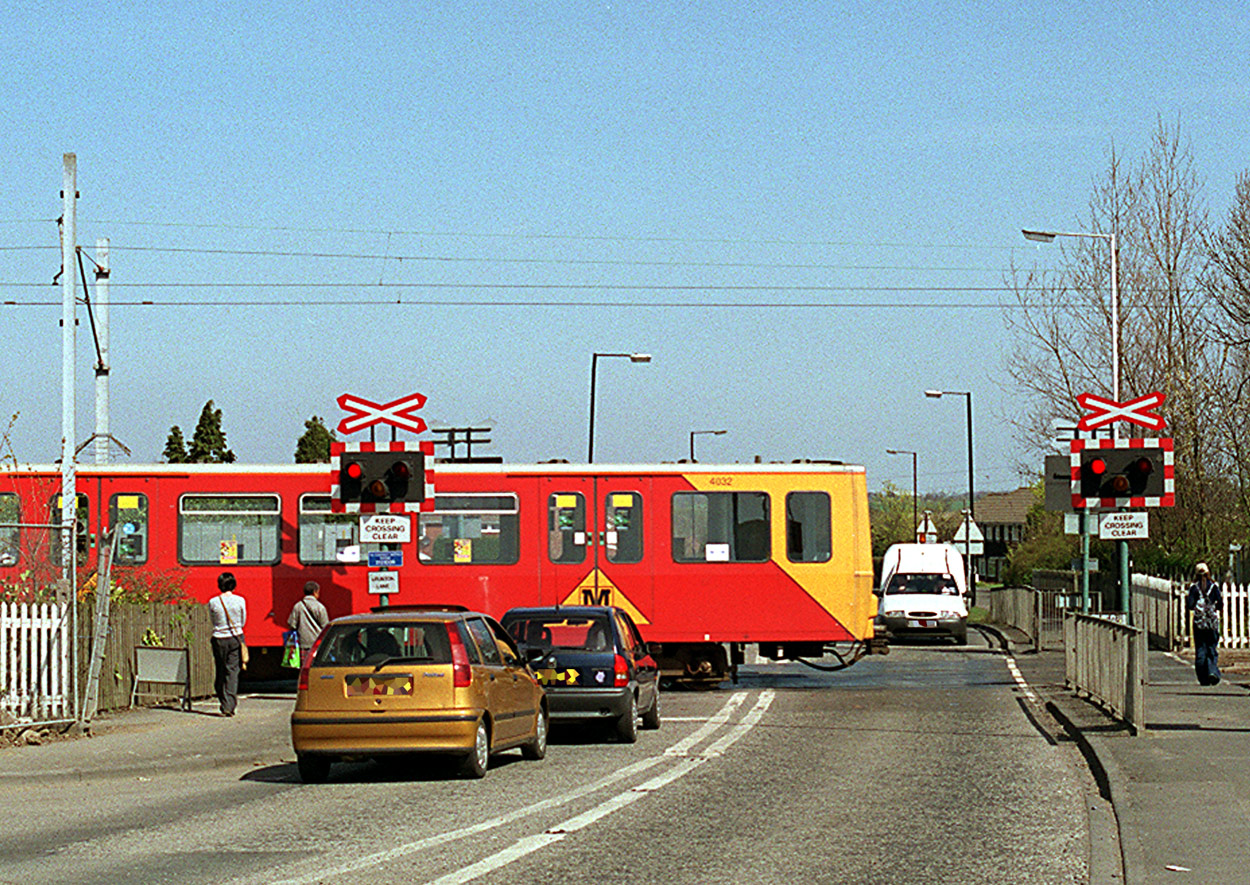
Gelijkvloerse kruising met verkeer

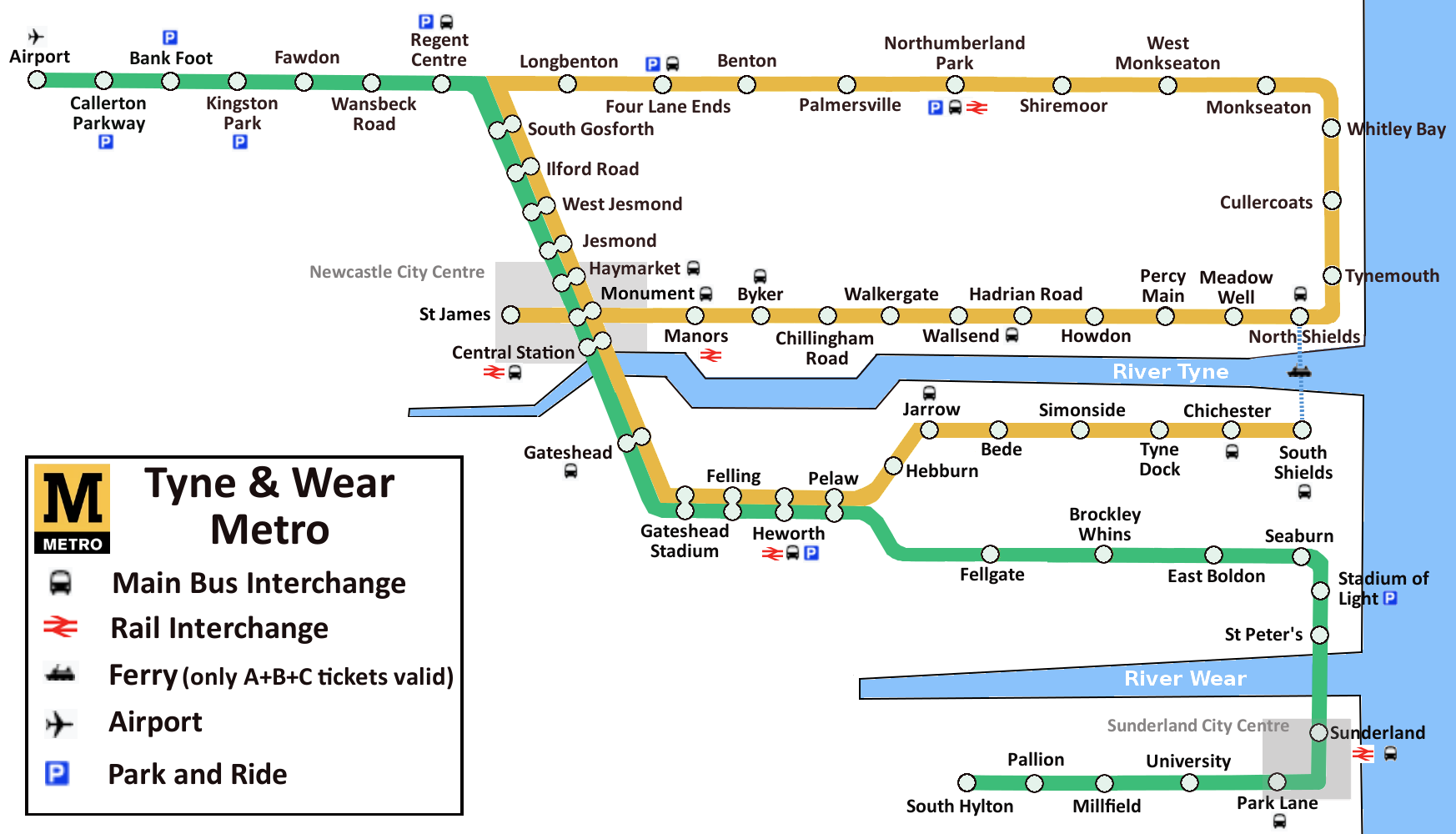
Kaart van het netwerk.

De Tyne & Wear Metro is de ruggengraat van het openbaar vervoer in en om de steden Newcastle upon Tyne, Gateshead en Sunderland. Deze steden zijn gelegen in het district Tyne and Wear in het noordoosten van het Verenigd Koninkrijk.
Het hybride netwerk functioneert in de centrale delen als een lichte metro, waar zonder wegkruisingen met lightrail-voertuigen worden gereden. Enkele lijnen daarbuiten rijden als een voorstadspoorweg met gelijkvloerse kruisingen met overig verkeer. Het gehele netwerk vormt zo een semimetronet.

## Geschiedenis
Al vanaf 1904 kende de regio een vergelijkbaar systeem onder de naam Tyneside Electrics, dit maakte gebruik van een derde rail. Vanaf 1963 schakelde de nieuwe exploitant (British Rail) over op dieseltreinen. Daar dit werd gezien als een achteruitgang, werd het plan gevat om een moderne versie van de Tyneside Electrics te installeren. De bouw van het nieuwe systeem begon in 1974 en het eerste deel opende in 1980.

## Kenmerken
De Tyne & Wear Metro kan gezien worden als lichte metro en heeft kenmerken van zowel lightrail als metro. Zo zijn de originele voertuigen gebaseerd op Stadtbahnwagen-B wat een type sneltram is. Daarnaast kent het systeem enkele gelijkvloerse kruisingen met het overige verkeer, wat ongebruikelijk is voor metrosystemen. Met de metro heeft het de overeenkomst dat het grote stations kent, vaak met roltrappen.
De Tyne & Wear Metro telde in de jaren 2005 en 2006 ongeveer 36 miljoen passagiers, over een traject van 78 kilometer. Er zijn twee lijnen, de Groene Lijn en de Gele Lijn. Op de zuidelijke arm van de Gele Lijn rijden lightrailvoertuigen samen met vrachttreinen.

### Materieel
De eerste generatie wagens -genaamd Metro cars- zijn gebouwd tussen 1978 en 1981; twee prototypes werden al in 1975 geleverd. De tweede generatie is onderdeel van de "Stadler METRO" familie; het eerste exemplaar ging eind 2024 in dienst.

## Trivia
Indien men het netwerk tot de metrosystemen rekent, dan is het een van de twee metro's in het Verenigd Koninkrijk buiten de hoofdstad Londen. Ook Glasgow heeft een metro, alleen die is meer vergelijkbaar met de 'tube' in Londen.